# Міфологічний словник
Міфологічний словник — однотомний енциклопедичний словник, який вийшов в 1990 під редакцією Є. М. Мелетинского.

## Відгуки
На думку одного з найбільших фахівців з семіотики фольклору, фольклориста та сходознавця С. Ю. Неклюдова «Міфологічний словник» значно доповнив двотомну енциклопедію «Міфи народів світу», яка раніше вийшла під редакцією С. О. Токарева.

## Видання
- Міфологічний словник / гл. ред. Е. М. Мелетинський. — М.: Радянська енциклопедія, 1990. — 672 с. — ISBN 5-85270-032-0.